# 三木市立志染中学校
三木市立志染中学校（みきしりつしじみちゅうがっこう）は、兵庫県三木市に存在した市立の中学校である。2020年度は普通学級3クラス、生徒数38人の中学校であった。大部分の生徒が三木市立志染小学校出身であり、9年間同じ生徒が多い。2020年度限りで三木市立緑が丘中学校に統合され閉校した。

## 所在地
- 三木市志染町井上198番地

## 沿革
- 1947年4月1日 - 開校。
- 1948年5月18日 - 木造校舎を竣工し、この日を創立記念日とする。
- 1954年7月1日 - 合併により、志染村立志染中学校から三木市立志染中学校に変更する。
- 1962年7月15日 -新校舎落成。
- 1986年7月～9月- 本館校舎大改修工事。
- 2009年9月　- 給食開始。
- 2021年3月 - 三木市立緑が丘中学校に統合され閉校[2]。

## 部活動
- 女子ソフトテニス部
- 女子バレーボール部
- 男子バスケットボール部
- 卓球部
- 美術部

## 校区
- 三木市立志染小学校

## 周辺施設
- 三木市立志染小学校

## 周辺の道路
- 兵庫県道38号三木三田線
- 三木市道緑が丘青山線

## 出身有名人
- 薮本吉秀 - 政治家（三木市長）
- いもとようこ - 絵本作家
- 橘田規 - プロゴルファー